# 熊野神社 (川越市)
熊野神社（くまのじんじゃ）は、埼玉県川越市連雀町にある神社。地名を冠して川越熊野神社（かわごえくまのじんじゃ）とも。

## 概要
西武新宿線の本川越駅東口から、県道229号を北上した連雀町交差点の先の東側に鎮座している。
創建は天正18年（1590年）で、蓮馨寺の然誉文応僧正が紀州熊野より勧請したとされる。1933年10月に中央通り（現在の埼玉県道12号・229号）が開通したことで、蓮馨寺と道を隔てる形になった。

## 祭神
- 熊野大神
  - 伊弉諾尊
  - 事解之男尊
  - 速玉之男尊

## 境内
- 本殿・拝殿
- むすびの庭
- ジャンボ八咫烏様
- 神楽殿
- 社務所
- おみくじ舎
- 手水舎
- 運試し輪投げ
- 宝池（弁天池）

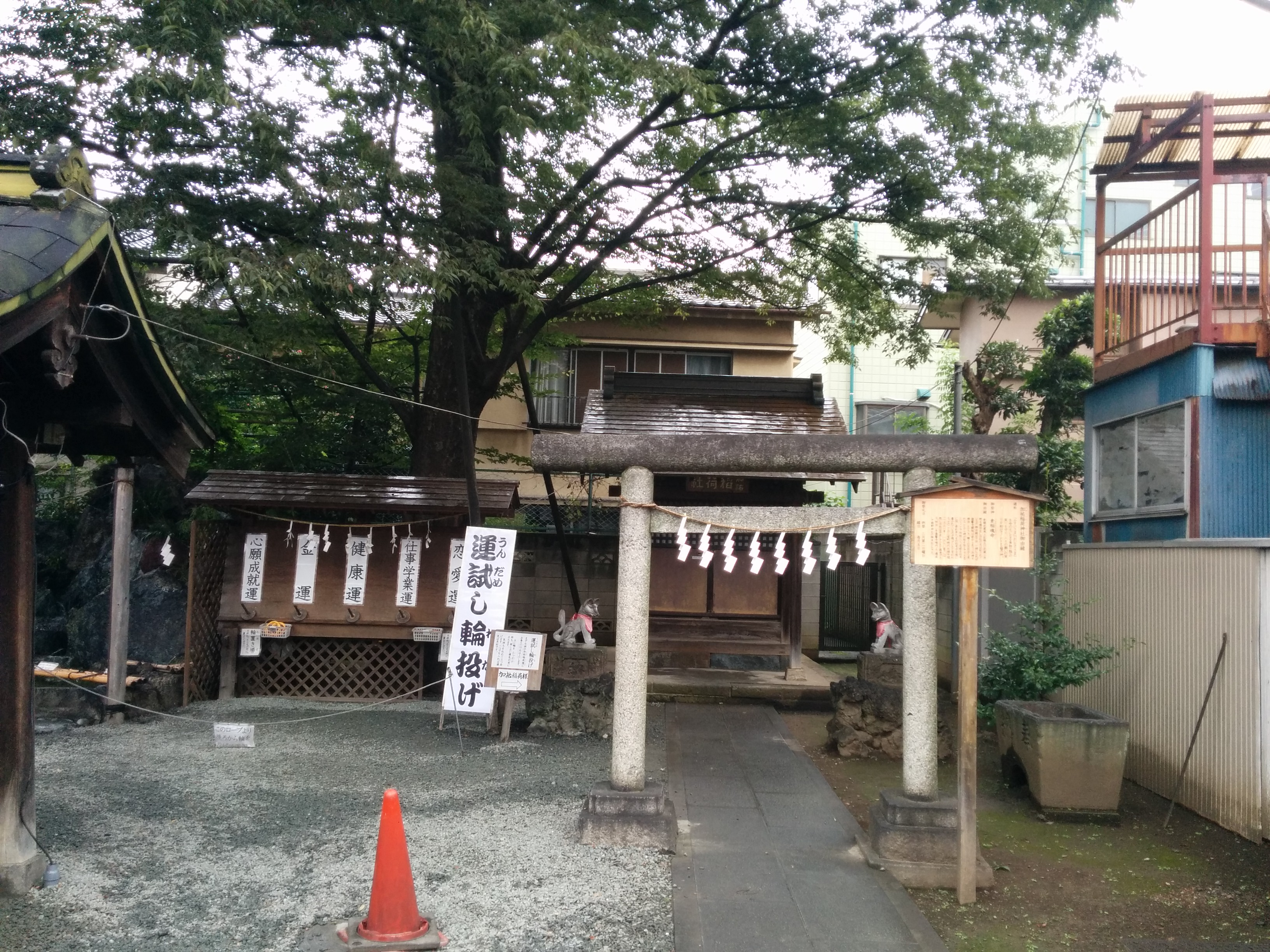
運試し輪投げと加祐稲荷神社

- 狂歌師・元杢網(もとのもくあみ)歌碑「山ざくら 咲けば白雲 散れば雪 花見てくらす 春ぞすくなき」

### 境内社
- 大鷲神社
- 秋葉神社
- 厳島神社
- 白蛇神社
- 銭洗弁財天
- 加祐(かゆう)稲荷神社

## 祭事
- 1月1日 - 元朝祭
- 2月11日 - 紀元祭
- 2月23日 - 天長祭
- 3月第1日曜日 - 祈年祭
- 4月15日 - 新春例大祭
- 4月29日 - 昭和祭
- 10月15日 - 秋季例大祭
- 10月第2日曜日 - 神嘗報告祭
- 11月3日 - 明治祭
- 11月23日 - 新嘗祭
- 12月3日 - 川越酉の市

--
- 毎月第3日曜 - 銭洗弁天の縁日

## 交通
最寄駅は西武新宿線本川越駅。